# Biblia de Navarra
La Sagrada Biblia, más conocida como Biblia de Navarra, es una versión católica de la Biblia elaborada por profesores de la Facultad de teología de la Universidad de Navarra.

## Historia
Había sido pedida por San Josemaría Escrivá de Balaguer, fundador del Opus Dei, quien fue también primer Gran Canciller de la Universidad de Navarra. El Nuevo Testamento salió en 1983. La Biblia completa fue terminada en 2004. Es publicada por Ediciones Universidad de Navarra (EUNSA).

## Características de la obra
El texto bíblico está escrito en latín y español. El texto en español fue realizado a partir de los textos originales en los idiomas hebreo y griego. El texto en latín es el mismo de la Nova Vulgata, versión de la Biblia publicada en 1979 por la Santa Sede. Los márgenes del texto en español poseen referencias a otros pasajes bíblicos. En las notas explicativas, ubicadas en medio de los textos latino y castellano, suelen citarse comentarios de los Padres de la Iglesia, de otros autores católicos y del Magisterio de la Iglesia.

## Ediciones
La Biblia de Navarra ha tenido las siguientes ediciones:
- Sagrada Biblia (5 volúmenes)[1]
- Nuevo Testamento (edición de bolsillo)[1]
- Nuevo Testamento (12 volúmenes)[1]

Hay ediciones de la Biblia de Navarra en francés, inglés, italiano y portugués, para las que se han traducido los comentarios y las introducciones, haciendo uso del texto bíblico de versiones ya existentes en dichos idiomas. Desde 2016, existe una edición digital.
Existe también una edición digital gratuita que contiene solo los cuatro evangelios.